# Carex heterodoxa
Carex heterodoxa är en halvgräsart som beskrevs av Henri Chermezon. Carex heterodoxa ingår i släktet starrar, och familjen halvgräs. Inga underarter finns listade i Catalogue of Life.